# De Hoogte (buurt)
De Hoogte is een buurt in de wijk Oud-Noord in het noorden van de Nederlandse stad Groningen.
Er dient onderscheid gemaakt te worden tussen tuindorp De Hoogte (het oorspronkelijke wijkje met deze naam) en de latere buurt De Hoogte. 

## De Hoogte (tuindorp)
Tuindorp De Hoogte was een van de eerste woonwijken die buiten de toenmalige stad werd gebouwd, dus nog voor de Korrewegwijk en de Indische buurt. Dit kwam doordat de grond daar betrekkelijk eenvoudig te verwerven was, terwijl de andere gronden moesten worden onteigend.
Het tuindorp is rond 1920 gebouwd binnen een lus van het (nu verdwenen) Selwerderdiepje op de plek waar zich een hoogte bevond (vandaar de naam). Tijdens de voorbereiding van de bouw trof men resten aan van de borg het Cortinghuis. Door deze vondst heeft de wijk zijn huidige vorm gekregen, namelijk een burcht (de Cortinghschool) en met daarom heen een soort vestingmuur die werden gevormd door straten als de Borgwal en Poortstraat. De straten in deze wijk kregen de namen van bewoners die verondersteld werden in dit huis gewoond te hebben zoals Idastraat, Hermanstraat, Cortinghlaan en Reinautstraat (zie Straatnamen in de stad Groningen). Door de vroege bouw heeft de wijk een eigen karakter met twee poorten.

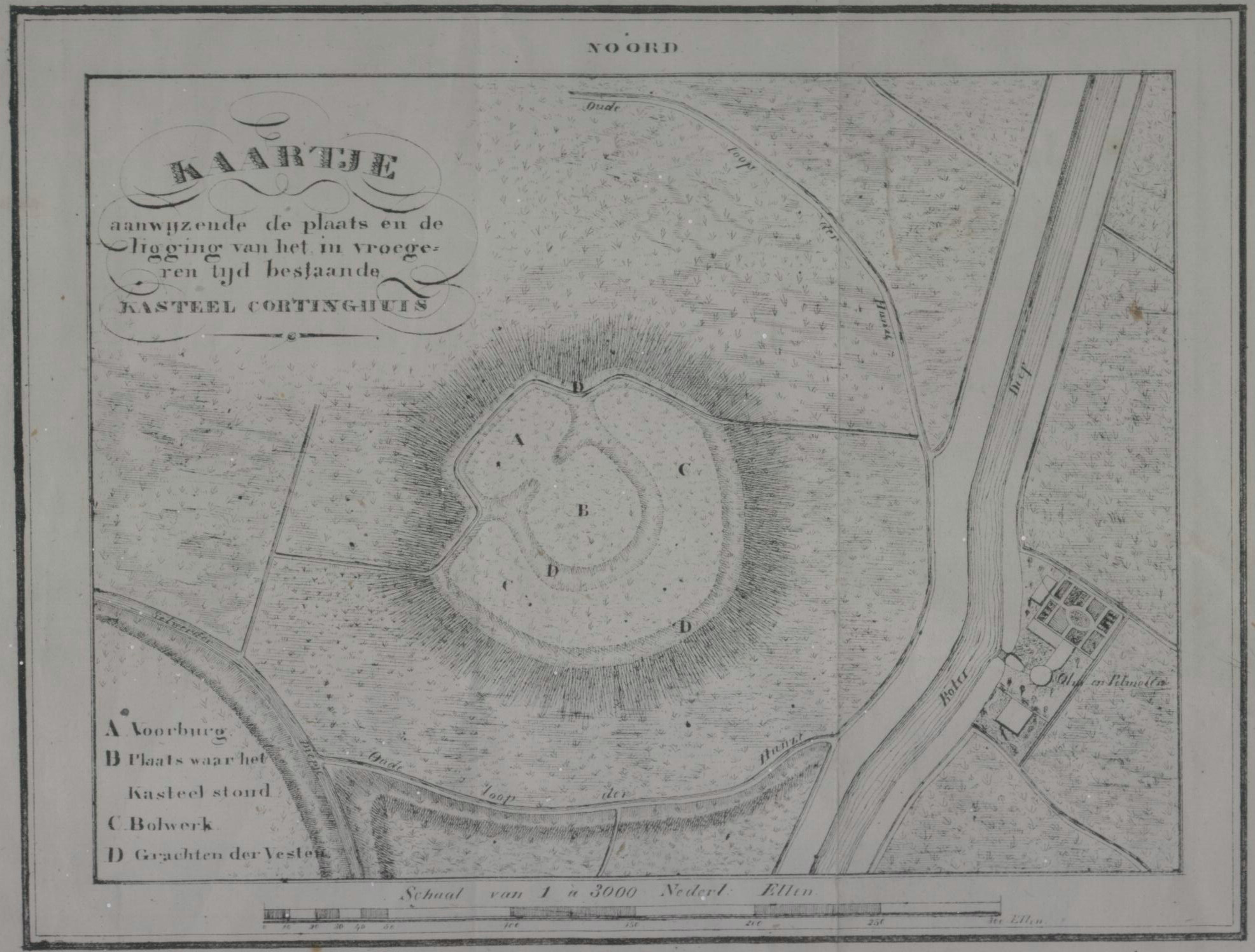
Kaartje van de verhoging waar het vm. Cortinghuis heeft gestaan

## De Hoogte (buurt)
De buitengrenzen van deze buurt worden gevormd door het spoor, het Van Starkenborghkanaal, de Bedumerweg en de Noorderstationsstraat. Het bestaat uit vier delen: Selwerderwijk (Noord en Zuid), het tuindorp De Hoogte, Cortinghborg en bedrijventerrein De Hoogte.
Het tuindorp De Hoogte is het oudste deel en is tevens naamgever van de buurt. Het is rond 1920 gebouwd door de "Maatschappij tot Verbetering van Woningtoestanden" (nu De Huismeesters).
De Selwerderwijk (niet te verwarren met de naastgelegen wijk Selwerd) is grotendeels na de Tweede Wereldoorlog gebouwd door "Volkhuisvesting" (nu woningbouwcorporatie Lefier). De noordgrens is de Borgwal, de zuidgrens de Noorderstationsstraat. De Asingastraat in het midden verdeelt het in Selwerderwijk Noord en -Zuid. De Bedumerweg en de in 1916 gebouwde Bedumerstraat vormen het oudste deel. De oorspronkelijke naam van de wijk was dan ook Woningbuurt de Bedumerweg. 
Het woonwijkje Cortinghborg is het nieuwste deel en is in 2014 opgeleverd. Het ligt pal ten noorden van tuindorp De Hoogte en wordt daarvan gescheiden door de Poortstraat.
In maart 2007 maakte minister Ella Vogelaar bekend dat De Hoogte tot de 40 wijken behoort waar het kabinet-Balkenende IV extra geld voor beschikbaar stelde.
1. ↑  Inclusief het A-kwartier, Academiekwartier, Bisschopskwartier en Ebbingekluft
2. ↑  Inclusief Ruskenveen
3. ↑  Euvelgunne en Roodehaan zijn onderdeel van de MEER-dorpen, maar vallen onder de wijk Zuidoost
4. ↑  Inclusief de subbuurten De Wierden (waaronder het bouwblok Heemwerd), Rietlanden en Reitdiephaven
5. ↑  Voorheen Korrewegwijk genoemd
6. ↑  Voorheen Korrewegbuurt genoemd